# Tersilochus dentatus
Tersilochus dentatus är en stekelart som beskrevs av Horstmann och Kolarov 1988. Tersilochus dentatus ingår i släktet Tersilochus och familjen brokparasitsteklar. Inga underarter finns listade i Catalogue of Life.